# Prosopocera flavopunctata
Prosopocera flavopunctata là một loài bọ cánh cứng trong họ Cerambycidae.